# 小叶干花豆
小叶干花豆（学名：Fordia microphylla）为豆科干花豆属下的一个种。其种加词microphylla，意为“小叶的”。